# Carmiano
Carmiano (im lokalen Dialekt: Carmianu) ist eine süditalienische Gemeinde (comune).

## Geografie
Sie hat 11.653 Einwohner (Stand 31. Dezember 2023). Die Gemeinde liegt in der Provinz Lecce in Apulien, im Herzen des Salento, etwa 11 Kilometer westlich der Stadt Lecce. Zum Ionischen Meer beträgt die Entfernung 20 Kilometer, zur Adria etwa 16 Kilometer. Wie Lecce selbst liegt Carmiano im Valle della Cupa.

## Verkehr
Der Bahnhof Carmiano liegt an der Bahnstrecke Novoli–Gagliano Leuca.